# إدنا كيبلاغات
إدنا نجيرينجووني كيبلاغات (15 نوفمبر 1979) هي عداءة مسافات طويلة كينية، وبطلة العالم في الماراثون عامي 2011 و2013. وفازت في ماراثون لوس أنجلوس ونيويورك في عام 2010. وأفضل رقم شخصي لها لهذه المسافة هو 2:19:50 ساعة، والذي سُجل في ماراثون لندن عام 2012. في سن 37 عامًا، فازت بماراثون بوسطن لعام 2017 بزمن قدره 2:21:52 ساعة، وفازت بالميدالية الفضية للماراثون في بطولة العالم لألعاب القوى في لندن. في سن 39، احتلت المركز الثاني في ماراثون بوسطن 2019 والرابعة في هذا الحدث في بطولة العالم. في سن 41، فازت بماراثون بوسطن لعام 2021، لتصبح أكبر فائزة عبر التريخ بسباق ماراثون عالمي رئيسي (ذكر أو أنثى).

## حياة مهنية
في مسافة 3000 متر، حصل كيبلاغات على الميدالية الفضية في بطولة العالم للناشئين عام 1996 وميدالية برونزية في بطولة العالم للناشئين عام 1998. واحتلت المركز الثالث عشر في بطولة العالم للعدو الريفي لعام 2006. في نفس الموسم سجلت أفضل النتائج الشخصية في سباق 5000 متر بزمن قدره 15:57.3 دقيقة في يوليو في نيروبي، وفي نصف الماراثون بزمن قدره 1:09:32 ساعة في أكتوبر في سان خوسيه. في يونيو 2007 ركضت مسافة 10000 متر في زمن 33:27.0 دقيقة في نيروبي. وفازت بسباق فيرجينيا بيتش روك أند رول نصف الماراثون لعام 2006، وسباق ليلك بلومزداي لعام 2007 وسباق باي تو بريكرز لعام 2007 (سان فرانسيسكو).

## الإنجازات

### نتائج الماراثون العالمي
| الماراثون العالمي ‏    | 2010 | 2011               | 2012               | 2013               | 2014               | 2015               | 2016                | 2017                | 2018                | 2019                | 2020 | 2021 | 2022 | 2023 |
| --------------------- | ---- | ------------------ | ------------------ | ------------------ | ------------------ | ------------------ | ------------------- | ------------------- | ------------------- | ------------------- | ---- | ---- | ---- | ---- |
| ماراثون طوكيو         | -    | -                  | -                  | -                  | -                  | -                  | 2016 ماراثون طوكيو ‏ | -                   | -                   | -                   | -    | p    | -    | -    |
| ماراثون بوسطن         | -    | -                  | -                  | -                  | -                  | -                  | -                   | ماراثون بوسطن 2017 ‏ | ماراثون بوسطن 2018 ‏ | ماراثون بوسطن 2019 ‏ | x    | 1st  | 4th  | 10th |
| ماراثون لندن          | -    | ماراثون لندن 2011 ‏ | ماراثون لندن 2012 ‏ | ماراثون لندن 2013 ‏ | ماراثون لندن 2014 ‏ | ماراثون لندن 2015 ‏ | -                   | -                   | -                   | -                   | -    | -    | -    | -    |
| ماراثون برلين         | -    | -                  | -                  | -                  | -                  | -                  | -                   | -                   | ماراثون برلين 2018 ‏ | -                   | x    | -    | -    | -    |
| ماراثون شيكاغو        | -    | -                  | -                  | -                  | -                  | -                  | 2nd                 | -                   | -                   | -                   | x    | -    | -    | -    |
| ماراثون مدينة نيويورك | 1st  | -                  | -                  | 9th                | 12th               | -                  | -                   | 4th                 | -                   | -                   | x    | -    | 4th  | 7th  |

## روابط خارجية
- إدنا كيبلاغات على موقع الاتحاد الدولي لألعاب القوى (الإنجليزية)
- إدنا كيبلاغات على موقع اللجنة الأولمبية الدولية (الإنجليزية)
- إدنا كيبلاغات على موقع أوليمبيديا (الإنجليزية)